# Coll del Priorat
El Coll del Priorat és una collada que uneix el terme municipal de la Jonquera, a l'Alt Empordà, amb la comuna de Morellàs i les Illes, al Vallespir, en aquest darrer cas dins de l'antiga comuna de Riunoguers, ara inclosa en la de Morellàs i les Illes.
Està situat a prop i al sud-oest del Pic del Priorat, a l'extrem oriental del terme de Morellàs i les Illes, a prop del triterme entre aquesta comuna, la del Pertús i el municipi empordanès de la Jonquera. És al sud-oest del Pic del Priorat i al nord-est del Puig de la Parreguera.
En aquest coll hi ha la fita transfronterera número 565, una fita grossa d'obra, amb el característic coronament piramidal situada en el costat occidental del camí.